# Jeremiah
Jeremiah é um sitcom estrelada por Luke Perry e Malcolm-Jamal Warner que decorreu na rede Showtime desde 2002 até 2004. A série acontece num futuro pós-apocalíptico onde a maioria da população adulta tem sido dizimada por um vírus mortal. 	
Desenvolvida J. Michael Straczynski,  por criador de Babylon 5  e produção executiva de Straczynski e Sam Egan, a série é baseada na série de banda desenhada belga do escritor Hermann Huppen, Jeremiah. Além de os nomes dos dois personagens principais, a personalidade geral do protagonista, e da definição de pós-apocalíptico, não há outras semelhanças entre a banda desenhada e a série de televisão.
A série terminou a produção em 2003, depois que a gerência da Showtime decidiu que não estava mais interessada em produzir programação de ficção científica. Se a série tivesse continuado, ela seria executada sob um showrunner diferente de J. Michael Straczynski, que decidiu sair após a conclusão da produção da segunda temporada devido a diferenças criativas entre ele e MGM Television.
Os episódios para a metade final da segunda temporada não foi para o ar nos Estados Unidos até 3 de Setembro de 2004.
A série foi filmada em Vancouver, British Columbia, Canada.

## História
O ano é 2021, 15 anos após uma praga que matou quase todos sobre a idade da puberdade (tanto o evento e do próprio vírus são referidos como "The Big Death"). As crianças que sobreviveram estão agora crescidas, e vêem-se confrontadas com duas opções: ou continuam a limpar fora da diminuição restos do velho mundo, ou começar a tentar reconstruir.